# François Fauck
 (novembre 2019).
Si vous disposez d'ouvrages ou d'articles de référence ou si vous connaissez des sites web de qualité traitant du thème abordé ici, merci de compléter l'article en donnant les références utiles à sa vérifiabilité et en les liant à la section « Notes et références ».
François-Raymond Fauck, né le 11 novembre 1911 à Lille et mort le 11 novembre 1979 à Paris, est un peintre français.

## Biographie
François-Raymond Fauck naît le 11 novembre 1911 à Lille, de parents belges.
Il se fait naturaliser français à l'âge de 18 ans, afin d'obtenir la bourse des Beaux Arts de Lille puis celle de l'École nationale supérieure des beaux-arts de Paris. Admis comme élève de cette dernière en 1930, section peinture, il entre dans les ateliers de Lucien Simon et Fernand Sabatté. Boursier de l'État, successivement en 1937, 1938, et 1939, on le retrouve logiste du concours de Rome et lauréat de l'Institut.
Il obtint de brillantes récompenses et distinctions, parmi lesquelles le premier grand prix de la Ville de Lille en 1930, le prix Maguelonne-Lefebvre-Glaize, le prix Doutrelon de Try, le prix d'Attainsville, le prix du Tour de France, le prix Chenavard, le prix Stillmann, le prix Fortin d'Ivry, le prix Roux, et une médaille au Salon des artistes français.
Il est sociétaire et lauréat de la Société coloniale, sociétaire de la société nationale des Beaux Arts et sociétaire du Salon d'automne. Il obtient en 1945 le prix Abd-el-Tif dont il devient pensionnaire durant deux ans.

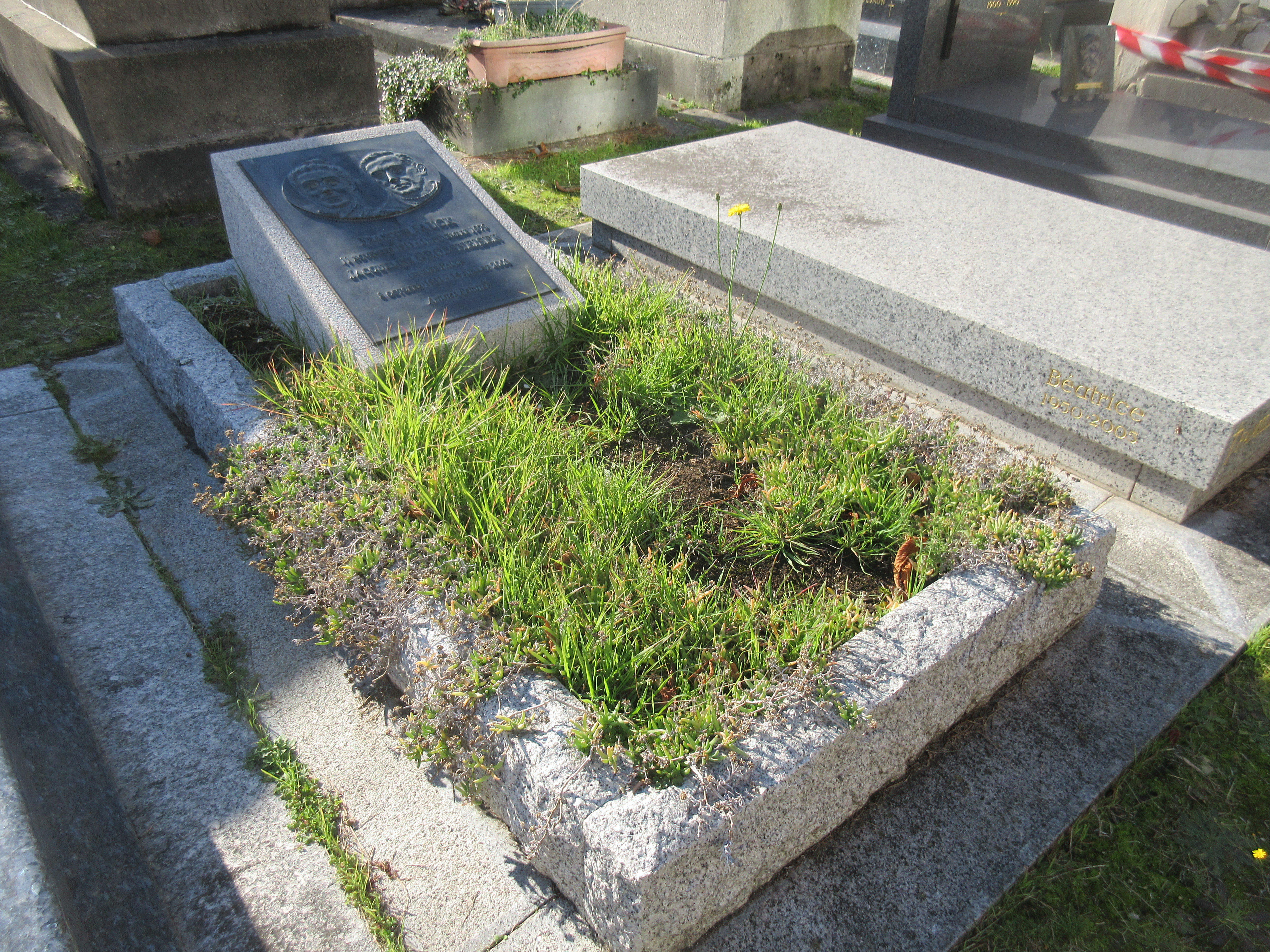
Tombe de François Fauck au cimetière de Grenelle (division 4).

Ce dernier séjour, particulièrement profitable dans l'épanouissement de son art, l'incite à se fixer en Algérie comme directeur du centre d'Artisanat d'Oran en 1947. Son œuvre est notamment couronnée en 1954 par l'obtention du grand prix artistique de l'Algérie.
Il devient ensuite inspecteur départemental de l'Artisanat pour l'Algérie et se fixe alors à Tlemcen. Ces fonctions lui sont confiées et confirmées jusqu'en 1964. Il restera également en Algérie, après le 5 juillet 1962, et sera conservateur du musée Demaeght d'Oran (actuellement musée national Zabana d'Oran).
Il est l'un des rares à avoir trouvé également son inspiration dans les motifs et créations de l'artisanat arabe et berbère.
Il est inhumé au cimetière de Grenelle (division 4).